# しなだかずたか
しなだ マン（1984年3月30日 -）（旧芸名しなだ　かずたか）は、日本のお笑いタレント。ふくしまボンガーズのユニット「柴犬」をおかちゃんと組んでいる。神奈川県横須賀市出身。身長172cm。

## 経歴
- 1984年3月30日 - 神奈川県横須賀市に生まれる。

## 出演番組
- 『ゴジてれ Chu!』(福島中央テレビ)
  - お宝ブラボー59
- FM-POCO　
  - みんなのラジオ～FMKUSHIMA　TOWN　VOICE～ 毎週月・火曜日 16:00～18：30